# 野辺地木明インターチェンジ
野辺地木明インターチェンジ（のへじきみょうインターチェンジ）は、青森県上北郡野辺地町有戸鳥井平にある下北半島縦貫道路（有戸バイパス・野辺地バイパス）のインターチェンジである。

## 歴史
- 2004年（平成16年）11月26日：下北半島縦貫道路野辺地北IC - 野辺地ハーフIC間開通により設置。

## 隣
下北半島縦貫道路
野辺地北IC - 野辺地木明IC - 野辺地ハーフIC - 野辺地IC